# Laura Luís
Laura Luís (Portugal, 15 de agosto de 1992) é uma futebolista portuguesa que atua como avançada.
Atualmente (2024), joga pelo Marítimo.
Fez a sua primeira internacionalização em 2008, fazendo atualmente (2017) parte da Seleção Portuguesa de Futebol Feminino.